# Randers Football Club 2023-2024
Questa voce raccoglie le informazioni riguardanti il Randers Football Club nelle competizioni ufficiali della stagione 2023-2024.

## Rosa
| N. |                        | Ruolo | Calciatore         |
| -- | ---------------------- | ----- | ------------------ |
| 1  | Svezia (bandiera)      | P     | Patrik Carlgren    |
| 2  | Danimarca (bandiera)   | D     | Jeppe Kudsk        |
| 3  | Danimarca (bandiera)   | D     | Daniel Høegh       |
| 4  | Paesi Bassi (bandiera) | D     | Wessel Dammers     |
| 5  | Svezia (bandiera)      | D     | Hugo Andersson     |
| 6  | Svezia (bandiera)      | C     | John Björkengren   |
| 7  | Danimarca (bandiera)   | C     | Mikkel Kallesøe    |
| 8  | Danimarca (bandiera)   | C     | Mads Enggård       |
| 9  | Norvegia (bandiera)    | C     | Simen Nordli       |
| 10 | Danimarca (bandiera)   | C     | Filip Bundgaard    |
| 11 | Armenia (bandiera)     | A     | Edgar Babayan      |
| 12 | Danimarca (bandiera)   | C     | Mikkel Pedersen    |
| 14 | Danimarca (bandiera)   | C     | Frederik Lauenborg |
| 15 | Germania (bandiera)    | D     | Björn Kopplin      |
| 16 | Danimarca (bandiera)   | C     | Laurits Pedersen   |

| N. |                           | Ruolo | Calciatore       |
| -- | ------------------------- | ----- | ---------------- |
| 17 | Danimarca (bandiera)      | C     | Mads Albæk       |
| 19 | Danimarca (bandiera)      | D     | William Kaastrup |
| 20 | Nigeria (bandiera)        | C     | Mustapha Isah    |
| 21 | Ghana (bandiera)          | C     | Ernest Agyiri    |
| 22 | Danimarca (bandiera)      | P     | Alexander Nybo   |
| 24 | Danimarca (bandiera)      | D     | Sabil Hansen     |
| 25 | Danimarca (bandiera)      | P     | Oskar Snorre     |
| 27 | Danimarca (bandiera)      | D     | Oliver Olsen     |
| 28 | Costa d'Avorio (bandiera) | C     | Lasso Coulibaly  |
| 45 | Austria (bandiera)        | A     | Marvin Egho      |
| 53 | Danimarca (bandiera)      | C     | Mike Themsen     |
| 77 | Ghana (bandiera)          | A     | Mohammed Fuseini |
| 90 | Nigeria (bandiera)        | A     | Stephen Odey     |
| 99 | Sierra Leone (bandiera)   | A     | Alhaji Kamara    |
|    | Danimarca (bandiera)      | C     | Oliver Jensen    |

## Calciomercato
| Acquisti | Acquisti         | Acquisti        | Acquisti              |
| R.       | Nome             | da              | Modalità              |
| -------- | ---------------- | --------------- | --------------------- |
| P        | Oskar Snorre     | Køge BK         | gratuito              |
| D        | Wessel Dammers   | Willem II       | ?                     |
| D        | Oliver Olsen     | Midtjylland     | ?                     |
| C        | John Björkengren | Lecce           | definitivo (300000 €) |
| C        | Mads Albæk       | SønderjyskE     | gratuito              |
| C        | Lasso Coulibaly  | Nordsjælland    | prestito              |
| C        | Oliver Jensen    | Afturelding     | fine prestito         |
| A        | Ernest Agyiri    | Levadia Tallinn | ?                     |

| Cessioni | Cessioni             | Cessioni     | Cessioni               |
| R.       | Nome                 | a            | Modalità               |
| -------- | -------------------- | ------------ | ---------------------- |
| C        | Lasse Berg Johnsen   | Malmö FF     | definitivo (1250000 €) |
| A        | Tosin Kehinde        | Ferencváros  | gratuito               |
| C        | Jakob Ankersen       | Horsens      | gratuito               |
| A        | Nicolai Brock-Madsen |              | svincolato             |
| P        | Aleksandar Stankovic |              | svincolato             |
| D        | Carl Johansson       | IFK Göteborg | fine prestito          |
| D        | Adam Andersson       | Rosenborg    | fine prestito          |

## Risultati

### Superligaen

#### Prima fase
| Arbitro: | Jacob Karlsen |

|                            |           |                          |
| Al Hajj 26’ Buya Turay 37’ | Marcatori | 10’ Odey 90+5’ Andersson |

| Arbitro: | Aydin Uslu |

|                                 |           |                       |
| Bundgaard 10’ (rig.) Nordli 32’ | Marcatori | 34’ Smed 57’ Jakobsen |

| Arbitro: | Jonas Hansen |

|                                                |           |  |
| Gonçalves 8’, 29’ (rig.) Bardghji 23’ Diks 66’ | Marcatori |  |

| Arbitro: | Jakob Alexander Sundberg |

|  |           |                                                          |
|  | Marcatori | 12’ Nuamah 64’ Antman 71’ Tverskov 81’ Harder 88’ Nagalo |

| Arbitro: | Mikkel Redder |

|             |           |  |
| Gytkjær 86’ | Marcatori |  |

| Arbitro: | Mads-Kristoffer Kristoffersen |

|             |           |  |
| Dammers 28’ | Marcatori |  |

| Arbitro: | Jacob Karlsen |

|                                              |           |           |
| Rasmussen 9’ Omoijuanfo 22’ Kvistgaarden 36’ | Marcatori | 72’ Høegh |

| Arbitro: | Jens Maae |

|           |           |                           |
| Barry 51’ | Marcatori | 47’ Kopplin 84’ Bundgaard |

| Arbitro: | Jörgen Daugbjerg Burchardt |

|          |           |                      |
| Odey 34’ | Marcatori | 89’ (rig.) Mortensen |

| Arbitro: | Jakob Kehlet |

|            |           |  |
| Agyiri 79’ | Marcatori |  |

| Arbitro: | Mikkel Redder |

|                           |           |                          |
| Franculino 62’ Osorio 67’ | Marcatori | 9’ Coulibaly 71’ Kopplin |

| Arbitro: | Jonas Hansen |

|                        |           |                            |
| Coulibaly 34’ Odey 59’ | Marcatori | 31’ Radošević 81’ Divković |

| Arbitro: | Peter Kjærsgaard-Andersen |

|                           |           |               |
| Serra 27’ Tobias Bech 85’ | Marcatori | 35’ Bundgaard |

| Arbitro: | Sandi Putros |

|                         |           |                                                   |
| Bundgaard 4’ Nordli 60’ | Marcatori | 7’ Jensen 66’ Claesson 72’ Larsson 90+6’ Froholdt |

| Arbitro: | Jacob Karlsen |

|              |           |                 |
| McCowatt 84’ | Marcatori | 21’ Björkengren |

| Randers 26 novembre 2023, ore 16:00 CEST 16ª giornata | Randers | – | Odense | Essex Park Randers |

| Randers 1º dicembre 2023, ore 19:00 CEST 17ª giornata | Randers | – | Vejle | Essex Park Randers |

| Hvidovre 18 febbraio 2024, ore 18:00 CEST 18ª giornata | Hvidovre | – | Randers | Hvidovre Stadium |

| Randers 25 febbraio 2024, ore 18:00 CEST 19ª giornata | Randers | – | Lyngby | Essex Park Randers |

| Viborg 3 marzo 2024, ore 18:00 CEST 20ª giornata | Viborg | – | Randers | Viborg |

| Randers 10 marzo 2024, ore 18:00 CEST 21ª giornata | Randers | – | Midtjylland | Essex Park Randers |

| Farum 17 marzo 2024, ore 18:00 CEST 22ª giornata | Nordsjælland | – | Randers | Right to Dream Park |

### DBUs Landspokalturnering
| Copenaghen 27 settembre 2023, ore 18:00 CEST Sedicesimi di finale | B.93                 | 3 – 3 (d.t.s.)                        | Randers | Østerbro Stadion |
| \| \| \| \| \| Berg 46’ Taannander 54’ \| Marcatori \| 48’ Nygren 71’ Frese \| \| Mouritz Heimer Mathys Erenbjerg \| Tiri di rigore 3 – 5 \| Albæk Nordli Pedersen Dammers Kopplin \| |                      |                                       |         |                  |
| |                      |                                       |         |                  |
| Berg 46’ Taannander 54’ | Marcatori            | 48’ Nygren 71’ Frese                  |         |                  |
| Mouritz Heimer Mathys Erenbjerg | Tiri di rigore 3 – 5 | Albæk Nordli Pedersen Dammers Kopplin |         |                  |

| Randers 2 novembre 2023, ore 20:00 CEST Ottavi di finale | Randers   | 0 – 1      | Brøndby | Essex Park Randers |
| \| \| \| \| \| \| Marcatori \| 20’ Suzuki \|             |           |            |         |                    |
|                                                          |           |            |         |                    |
|                                                          | Marcatori | 20’ Suzuki |         |                    |